# سبال البوموس
سبال البوموس (الاسم العلمي: Sabal pumos) هو نوع نباتي يتبع جنس السبال من فصيلة الفوفلية.